# Samea hicana
Samea hicana là một loài bướm đêm trong họ Crambidae.